# Бейкерсфілд (Міссурі)
Бейкерсфілд (англ. Bakersfield) — селище (англ. village) в США, в окрузі Озарк штату Міссурі. Населення — 186 осіб (2020).

## Географія
Бейкерсфілд розташований за координатами 36°31′36″ пн. ш. 92°8′53″ зх. д. / 36.52667° пн. ш. 92.14806° зх. д. (36.526695, -92.147994).  За даними Бюро перепису населення США в 2010 році селище мало площу 3,55 км², з яких 3,55 км² — суходіл та 0,00 км² — водойми.

## Демографія
Згідно з переписом 2010 року, у селищі мешкало 246 осіб у 100 домогосподарствах у складі 59 родин. Густота населення становила 69 осіб/км².  Було 139 помешкань (39/км²).
Расовий склад населення:
| - 96,7 % — білих - 0,4 % — корінних американців |

До двох чи більше рас належало 2,4 %. Частка іспаномовних становила 1,6 % від усіх жителів.
За віковим діапазоном населення розподілялося таким чином: 29,3 % — особи молодші 18 років, 53,6 % — особи у віці 18—64 років, 17,1 % — особи у віці 65 років та старші. Медіана віку мешканця становила 35,8 року. На 100 осіб жіночої статі у селищі припадало 87,8 чоловіків;  на 100 жінок у віці від 18 років та старших — 83,2 чоловіків також старших 18 років.
Середній дохід на одне домашнє господарство  становив 34 525 доларів США (медіана — 29 545), а середній дохід на одну сім'ю — 44 603 долари (медіана — 50 192). За межею бідності перебувало 19,7 % осіб, у тому числі 10,1 % дітей у віці до 18 років та 22,5 % осіб у віці 65 років та старших.
Цивільне працевлаштоване населення становило 129 осіб. Основні галузі зайнятості: будівництво — 18,6 %, освіта, охорона здоров'я та соціальна допомога — 17,1 %, виробництво — 15,5 %.